# Manuel Cervantes
Manuel Cervantes García, deportivamente conocido como Cervantes (Irún, 6 de abril de 1957) es un exfutbolista español. Jugaba como portero.
Es padre del tenista Iñigo Cervantes Huegun.

## Trayectoria
Cervantes se formó en las categorías inferiores de la Real Sociedad. Tras pasar por el filial, llegó al primer equipo, donde se topó con Luis Arconada, titular indiscutible que le cerró cualquier posibilidad de seguir progresando.
Tras dos años en blanco como tercer portero de la plantilla, sin ir ni siquiera convocado a un solo partido oficial, prefirió abrirse camino en Segunda División a seguir en el banquillo donostiarra. Fichó por el Real Murcia, con el que consiguió ascender a la máxima categoría la campaña 1982/83.
Tuvo un debut destacado en la máxima categoría, ya que esa campaña la revista Don Balón le premió como mejor jugador español de la liga.
El verano de 1985, tras el descenso de los murcianos, tuvo la oportunidad de seguir jugando en Primera con el Real Betis. Terminó su carrera en Segunda B con la UD Salamanca.

## Clubes
| Club             | País   | Año       |
| ---------------- | ------ | --------- |
| San Sebastián CF | España | 1976-1979 |
| Real Sociedad    | España | 1979-1981 |
| Real Murcia      | España | 1981-1985 |
| Real Betis       | España | 1985-1988 |
| UD Salamanca     | España | 1988-1992 |

- Datos: Q2919330